# Зарипова, Амина Василовна
Амина Василовна Зарипова (тат. Әминә Васил кызы Зарипов, Əminə Wasil qızı Zaripov; 10 августа 1976, Чирчик, УзССР, СССР) — российская спортсменка, представляла художественную гимнастику в индивидуальных упражнениях. Неоднократная чемпионка мира. Заслуженный мастер спорта по художественной гимнастике. Тренер олимпийской чемпионки Маргариты Мамун.

## Биография
Амина Зарипова родилась в татарской семье в городе Чирчик (Узбекистан) в 1976 году. Художественной гимнастикой начала заниматься сравнительно поздно — в 10 лет. Девушку заметили совершенно случайно, когда она со своей матерью приехала за покупками в Ташкент. Однако природная гибкость, артистичность, способности к танцу позволили ей сделать впечатляющую карьеру в художественной гимнастике. Тренировалась у Нины Каплан.
После распада СССР переехала в Россию, где продолжила занятия спортом в Новогорском Гимнастическом Центре у Ирины Винер, как член сборной России (1992). Программы для выступлений ставила Наталья Кукушкина.
С 1992 до окончания спортивной карьеры в 1998 году Амина Зарипова пять раз становилась чемпионкой мира в различных видах программы, трижды становилась чемпионкой Европы, дважды (1994, 1995) становилась чемпионкой России. В 1996 году участвовала в летних Олимпийских играх в Атланте, заняв четвёртое место в индивидуальном многоборье.
После окончания спортивных выступлений, в 1999 году Амина занялась тренерской работой. Некоторое время тренировала молодёжную сборную Греции. В настоящее время работает тренером в молодёжной сборной России и Центре олимпийской подготовки МГФСО. В 2002 году окончила Российскую государственную академию физической культуры.
В 2007—2008 годах член Высшего Совета политической партии «Гражданская сила».
В 2016 году воспитанница Зариповой Маргарита Мамун победила в индивидуальном многоборье Олимпийских Игр в Рио-де-Жанейро.
Замужем за Алексеем Кортневым (лидер группы «Несчастный случай»). От этого брака у них двое сыновей (Арсений и Афанасий) и две дочери (Аксинья и Агафья).

## Спортивные результаты
- 1993 Чемпионат мира, Аликанте 7-е место — мяч, булавы, обруч, лента; 3-е место — индивидуальное многоборье, команда.
- 1994 Чемпионат мира, Париж 4-е место — мяч; 3-е место — булавы; 8-е место — обруч; 2-е место — индивидуальное многоборье, лента.
- 1995 Чемпионат мира Вена 1-е место — мяч, булавы, команда; 5-е место — индивидуальное многоборье; 2-е место — лента.
- 1996 Олимпийские игры, Атланта 4-е место — индивидуальное многоборье.
- 1996 Чемпионат мира, Будапешт 2-е место — мяч; 1-е место — булавы.
- 1997 Чемпионат мира, Берлин 5-е место — лента; 1-е место — команда.